# El Tercer País
El Tercer País es la segunda novela de la escritora venezolana Karina Sainz Borgo. Fue en España por primera vez por la editorial Lumen.
Fue parte de la selección del Prix du roman FNAC 2023y ganadora del Premio Jan Michalski.
La novela ha sido traducida al alemán, italiano, portugués, francés, finlandés, entre otros idiomas.

## Argumento
La novela transcurre en una frontera indeterminada, que separa la imaginaria sierra oriental de la occidental. Allí, Angustias Romero huye de la peste con su marido y sus dos hijos, quienes mueren en el trayecto. Emprenderán entonces un viaje para poder enterrarlos en El Tercer País, un cementerio ilegal regentado Visitación Salazar.

## Temática
Se trata, en palabras de la propia autora, de una reinterpretación del mito de Antígona, para en este caso trata el tema del derecho fundamental que tienen los seres humanos a enterrar sus muertos. Como en La hija de la española, Sainz Borgo vuelve a la "imagen de mujeres que generalmente están solas o acompañadas de otras mujeres".
La novela usa el registro distópico, sin embargo, la autora afirma fue el producto de una investigación periodística en la frontera colombo-venezolana. Luego de esta investigación, la autora escribió el cuento Scissors, que resultó ganador del Premio O. Henry. Sería a partir de este cuento que empezaría a escribir la novela.
Para Carlos Zanón, la novela se enmarca en el llamado "gótico latinoamericano".